# Tumba dos profetas Ageu, Zacarias e Malaquias
Tumba dos Profetas Ageu, Zacarias e Malaquias (em árabe: قبر النبيا Qubur El Anbiyya, lit. "Sepultura (dos) Os Profetas") é um antigo cemitério localizado na encosta ocidental superior do Monte das Oliveiras, em Jerusalém. De acordo com uma tradição judaica medieval também adotada pelos cristãos, acredita-se que a catacumba seja o local de sepultamento de Ageu, Zacarias e Malaquias, os três últimos profetas da Bíblia hebraica que se acredita terem vivido nos séculos VI a V a.C. Os arqueólogos dataram as três primeiras câmaras funerárias até o século I a.C, contradizendo assim a tradição.

## Câmara funerária
A câmara forma duas passagens concêntricas contendo 38 nichos de sepultamento.  A entrada para a grande caverna enterrada em pedra está do lado oeste, onde uma escada desce, ladeada por ambos os lados por uma balaustrada de pedra. Leva a um grande cofre central circular medindo 7,3 metros de diâmetro. Dela, dois túneis paralelos, de 1,5 metros de largura e 3 metros de altura, estendem-se cerca de 20 metros através da rocha. Um terceiro túnel corre noutra direção. Todos estão ligados por galerias transversais, sendo que o exterior mede 40 metros de comprimento.
 

Pesquisas mostram que o complexo data realmente do século I a.C., quando esses estilos de tumbas foram usados para o enterro judaico. Algumas inscrições gregas descobertas no local sugerem que a caverna foi reutilizada para enterrar cristãos estrangeiros durante os séculos IV e V d.C. Em uma das paredes laterais do cofre, uma inscrição grega traduz: 
 Coloque sua fé em Deus, Dometila: Nenhuma criatura humana é imortal! 

## Local sagrado
O local é venerado pelos judeus desde os tempos medievais, e eles costumavam visitá-lo. Em 1882, o arquimandrita Antonine (Kapustin) adquiriu o local para a Igreja Ortodoxa Russa. Ele planejava construir uma igreja no local, que provocou fortes protestos dos judeus que visitaram e adoravam na caverna. Os tribunais otomanos decidiram em 1890 que a transação era vinculativa, mas os russos concordaram em não exibir símbolos ou ícones cristãos no local, que permaneceria acessível para pessoas de todas as religiões. 